# Olsmossen
Olsmossen är ett naturreservat i Säffle kommun i Värmland.
Naturreservatet avsattes 2009 och är 201 hektar stort. Det ligger 10 km väster om Säffle tätort och gränsar till naturreservatet Brurmossens naturreservat i Västra Götaland. Tillsammans utgör de 465 hektar mossmark.

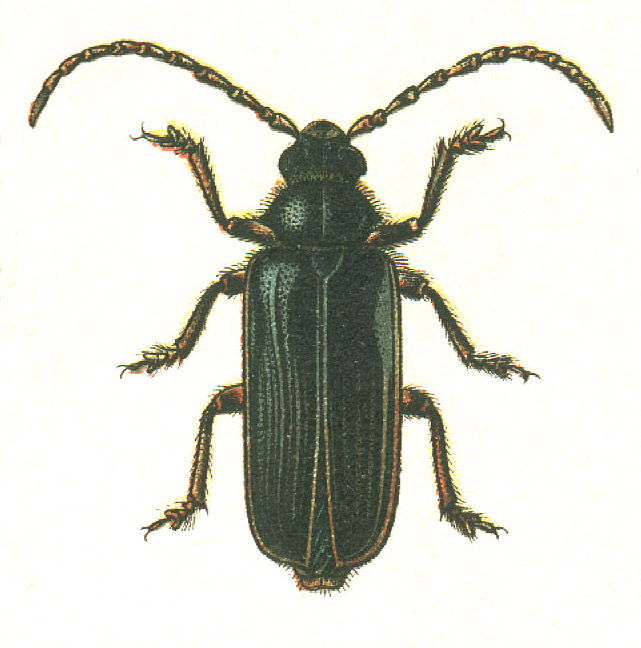
Raggbock

Genom myrområdet går flacka hällmarksryggar där det växer tall. I svackor växer gran och i våtare partier sumpskog. 
Myrkomplexet är ett kärnområde för skogsfågel och hemvist för den skyddsvärda raggbocken.
I detta reservatet ingår, förutom Olsmossen, även Brurmossen och Ekhultsmossen.